# Armstrong (Automarke)
Armstrong ist eine ehemalige britische Automarke.

## Unternehmensgeschichte
Das Unternehmen International Motor Car Co begann 1898 in London mit der Produktion von Automobilen, die als International angeboten wurden. Zwischen 1902 und 1903 wurde ein Modell unter dem Markennamen Armstrong angeboten.

## Fahrzeuge
Das einzige angebotene Modell besaß einen Einzylindermotor mit 1100 cm³ Hubraum und Kardanantrieb.